# Carl Baunscheidt
Carl Baunscheidt (né le 16 décembre 1809 à Baunscheidt, maintenant Breckerfeld-Waldbauer, mort le 1er octobre 1873 à Endenich, banlieue de Bonn) était un ingénieur, professeur et inventeur allemand, notamment passionné par la mécanique et par le matériel agricole.

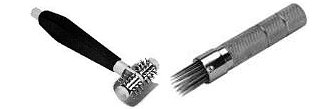
outil dit « Lebenswecker »

Il a proposé et testé une méthode dite « méthode Baunscheidt » (ou Baunscheidttherapie pour les Allemands), appliquée au moyen d'un appareil parfois appelé « sangsue artificielle ».

## Biographie
Baunscheidt est surtout connu pour a méthode. Il en aurait eu l'idée en 1848, alors qu'il souffrait de rhumatismes dans la main droite et après avoir été piqué par un moustique. Le lendemain matin, il avait été frappé par la disparition de la douleur rhumatismale à l'endroit où le bouton de moustique s'était développé. Il a alors cherché et développé un moyen mécanique d'imiter la piqûre de moustique et sa réaction allergique, via un dispositif à aiguilles qui injectera dans la couche superficielle de la peau un irritant (du pétrole). Pour cela, Baunscheidt a inventé un appareil muni de multiples fines aiguilles d'acier. La profondeur de pénétration des aiguilles est réglable en fonction de l'épaisseur de la peau, qui dans ce cas ne doit pas naturellement saigner.
Cette méthode a été testée sur de nombreux patients, puis recommandée par l'ancienne faculté de médecine de Bonn avant de se répandre dans le monde. Il complètera sa méthode avec la "sangsue artificielle", une ventouse posée sur la peau après qu'elle a été percée de multiples petits trous (plutôt que scarifiée dans le cas des ventouses dites « humides », ce qui permettrait non seulement faire remonter le sang dans de derme, mais aussi de l'aspirer facilement hors du corps.